# Divi filius
Divi filius — латинська фраза, що означає «син бога», і це титул, який часто використовував імператор Август, внучатий племінник і прийомний син Юлія Цезаря.

## Октавіан
1 січня 42 р. до н.е., майже через два роки після вбивства Юлія Цезаря 15 березня 44 р. до н.е., але до остаточної перемоги Другого тріумвірату над змовниками, які забрали його життя, римський сенат визнав Цезаря божеством. Тому його називали Divus Iulius («божественний Юлій»), а його прийомний син Октавіан називав себе Divi filius («син обожненого, син бога»). Також використовувалася повніша форма, divi Iuli filius («син божественного Юліая»).
Октавіан використовував титул divi filius для просування своєї політичної позиції, нарешті подолавши всіх суперників за владу в Римській державі. Титул був для нього «корисним інструментом пропаганди» і відображався на монетах, які він випустив.

## Інші імператори
Оскільки сам Август (титул Август був офіційно присвоєний Октавіану сенатом у 27 р. до н.е.) та деякі інші римські імператори були обожествлені після смерті, титул Divi Filius також застосовувався до деяких наступників Августа, зокрема Тиберія, Нерона та Доміціана.